# Carlos Esteban Alaye Dematti
Carlos Esteban "Ratón" Alaye Dematti (Carhué, 5 de diciembre de 1955) fue un delegado gremial, militante, obrero y estudiante de la Universidad Nacional de La Plata secuestrado y desaparecido por el terrorismo de Estado en Argentina durante la última dictadura cívico-militar.

## Biografía
Carlos Esteban Alaye Dematti nació en la ciudad de Carhué, pero creció en Azul (Provincia de Buenos Aires, Argentina). Su padre era Luis María Alaye, un empleado del Banco Nación, y su madre, Adelina Dematti de Alaye, era maestra en el Jardín 901 de esa ciudad.Tenía también una hermana, María Alaye.
La familia vivió en Azul hasta que Carlos tuvo 9 años y luego se mudó a la ciudad de Brandsen. Luis María Alaye falleció cuando Carlos tenía 12 años y Adelina Dematti, junto con sus dos hijos, se trasladó a La Plata por motivos laborales.
Ya en la capital bonaerense, Carlos cursó sus estudios secundarios en el Bachillerato de Bellas Artes ''Prof. Francisco A. de Santo'' de la Universidad Nacional de La Plata. Allí tuvo sus primeros acercamientos a la militancia política.
Era delegado gremial, obrero metalúrgico y estudiante de Psicología en la Facultad de Humanidades y Ciencias de la Educación en la Universidad Nacional de La Plata.
Al momento del golpe de Estado, el 24 de marzo de 1976, se encontraba haciendo el servicio militar obligatorio. Al finalizarlo, se casó con Inés Ramos y se instalaron en Ensenada, con ayuda de sus familias. Inés y Carlos tuvo una hija, Florencia Alaye, que nació después de su desaparición.

## Militancia
Carlos comenzó su militancia en la Federación Juvenil Comunista . Posteriormente, se unió a la Unión de Estudiantes Secundarios (UES) mientras era alumno del Bachillerato de Bellas Artes. Allí participó de la lucha por el boleto estudiantil y fue delegado. En 1973 fue amonestado y expulsado del colegio por cantar la marcha peronista durante una jornada de protesta.
Cuando ingresó a la universidad, comenzó a militar en la Juventud Universitaria Peronista y después en la organización Montoneros.

## Desaparición
Carlos y su esposa, Inés, vivían en una casa en el barrio Mosconi de Ensenada. El 5 de mayo de 1977, el joven de 21 años iba en bicicleta por la intersección de las calles Bossinga y México cuando fue interceptado por un hombre de civil que le disparó y junto con otras personas lo secuestraron en una camioneta. Su madre pudo recuperar testimonios que le permitieron reconstruir el momento:

"Carlos iba en bicicleta por la calle Bossinga y lo detiene un tipo vestido de civil como para pedirle fuego, se pone a hablar e inmediatamente intenta irse en la bicicleta y cae, supuestamente le dan un tiro por la espalda con una pistola. Dicen que había un auto parado en la esquina desde varias horas antes y que desde el otro lado cuando sucede esto, corre gente hacia él, también armada, detienen una camioneta y se lo llevan herido en la caja. Él iba a una cita. Lo habían delatado. Más tarde me entero que estuvo en (el centro clandestino de detención) La Cacha. Nunca más lo ví".
Adelina Dematti de Alaye

El operativo fue perpetrado por las Fuerzas de Tareas 5 (FT5), con integrantes de la Armada Argentina y de la Concentración Nacional Universitaria (CNU).Luego de interceptarlo, le dispararon con armas con silenciador. Lo maniataron y lo subieron a una camioneta. Se pudo reconstruir su paso por el Batallón de Infantería de Marina N°3 (BIM3), por el Hospital Naval y luego por el Centro Clandestino de Detención “La Cacha”.
Su hija Florencia nació el 24 de septiembre de 1977, junto con Inés Ramos pasaron a la clandestinidad y luego se exiliaron a México. La casa en la que vivían Inés y Carlos fue destrozada por un grupo de tareas luego del secuestro de este y posteriormente fue intrusada varias veces.Cuando la familia la recuperó, delegó su apertura y propuestas de actividades a diversas organizaciones políticas y sociales; hoy es un espacio de Memoria.En noviembre del 2021 la vivienda, llamada Casa Carlos Alaye, fue donada a la Universidad Nacional de La Plata para que la Facultad de Humanidades y Ciencias de la Educación lleve a cabo actividades educativas, sociales y culturales con la comunidad.

La primera acción judicial que tomaron las familias de las personas desaparecidas fue la presentación de habeas corpus. Su significado etimológico es “Que tengas el cuerpo” e implica la obligación de presentar a todo detenido en un plazo preventivo determinado ante el Juez de instrucción, quien podría ordenar su libertad inmediata, si no encontrara motivo suficiente de arresto. Adelina Dematti de Alaye presentó habeas corpus en tres juzgados de La Plata, sólo fue aceptado el que se interpuso ante el Juzgado N°1 aunque sin resultados positivos en su momento. Esa presentación fue el inicio de la causa por la desaparición de Caros Esteban Alaye (mayo de 1977).

Su madre fue una de las fundadoras de la Asociación Madres de Plaza de Mayo y, en la búsqueda de su hijo formó parte de muchas otras organizaciones de Derechos Humanos, como Madres de Plaza de Mayo de La Plata, Comisión Provincial por la Memoria, Asamblea Permanente por los Derechos Humanos La Plata.

## Reconocimientos
Lleva el nombre de Carlos Alaye la casa en la cual vivió junto a Inés Ramos. Actualmente pertenece a la Universidad Nacional de La Plata.
La intersección entre Bossinga y Ferella en Ensenada, lleva su nombre desde 2023. Fue el sitio en donde fue atacado y secuestrado.
En el Complejo Histórico Municipal "Adelina Dematti de Alaye" en Chivilcoy se descubrió una baldosa con su nombre, en el marco del Programa Baldosas por la Memoria.
En marzo de 2018 la Universidad Nacional de La Plata hizo entrega del legajo reparado de Carlos Alaye, junto al de más de 60 personas detenidas desaparecidas y asesinadas de las carreras de Psicología y Profesorado en Psicología.